# Klooster Calvariënberg
Klooster Calvariënberg is een historisch gebouwencomplex in het centrum van de Nederlandse stad Maastricht, gelegen in het Kommelkwartier op de hoek van de Abtstraat en de Calvariestraat. Oorspronkelijk gebouwd als een zusterklooster, vervulde het complex sinds de opheffing van het klooster eind achttiende eeuw een veelheid aan functies. Gedurende een groot deel van de negentiende en twintigste eeuw was het onderdeel van het Ziekenhuis Calvariënberg, waarbij het voornamelijk als krankzinnigengesticht diende. De bewaard gebleven delen bestaan uit een kloosterkapel, twee sterk verbouwde kloostervleugels en een eveneens sterk gewijzigd kanunnikenhuis. Deze zijn geklasseerd als rijksmonumenten.

## Geschiedenis

### Klooster
De geschiedenis van Calvariënberg begint in 1628 met de schoenmakersdochter Elisabeth Strouven (1600-1661) en vijf andere jonge vrouwen, die op Goede Vrijdag van dat jaar een huis aan de Kommel betrokken om daar een godvruchtig te leven en zich te wijden aan de zorg voor zieken en behoeftigen. Behalve Elisabeth Strouven waren dat Elisabeth Dries, Elisabeth Pruynen, Elisabeth Gilissen, Catharina Tonna en Maria Strouven, een oudere zus van Elisabeth.
Het huis, in feite een stadsboerderij in dit dunbevolkte deel van Maastricht, was beschikbaar gesteld door oud-burgemeester Gerard Dries, wiens dochter deel uitmaakte van de religieuze gemeenschap (op dat moment nog geen klooster). Omdat de vrouwen zich nuttig wilden maken in de maatschappij, weigerden ze aanvankelijk de clausuur. Elisabeth Strouven behoorde al sinds 1624 tot de derde orde van Sint-Franciscus en zij stelde zelf de regels op voor de gemeenschap, maar deze werden door de Heilige Stoel herhaaldelijk afgewezen. De boerderij aan de Kommel, vanaf het prille begin Calvariënberg genoemd (naar de heuvel waar Jezus werd gekruisigd), breidde zich snel uit omdat de dames pestlijders en andere zieken gingen verplegen en zich ook om gewonde krijgsgevangenen bekommerden. Als kloosterkapel deed een verbouwde paardenstal dienst. Het organisch ontstane klooster-gasthuis werd in 1630 ommuurd.
In 1661, kort voor het overlijden van Elisabeth Strouven, werd de gemeenschap alsnog een regulier klooster van tertiarissen van Sint-Franciscus. Hoewel in de kloosterregel verschillende hoofdstukken gewijd waren aan zieken- en armenzorg, verdween de nadruk op de liefdadigheid in de jaren daarna steeds meer. Sommige zusters verbleven in die tijd in Hoeselt, waar de communauteit sinds 1633 een dependance bezat in het Kasteel ter Borch. Elisabeth Strouven was opgevolgd door Elisabeth Mechtildis Cappouns, maar deze kon door tegenwerking van haar familie pas in 1668 de eeuwige geloften afleggen. In 1670 keerden enkele uitgeweken zusters terug naar Maastricht, waar ze zich samen met de zusters van Sint-Annadal opnieuw wijdden aan de ziekenverpleging. In 1671 kwamen de huidige noord- en westvleugel van het klooster tot stand.
In 1675 werd de gemeenschap definitief een contemplatief klooster, omdat de ziekenverzorging toen door de grauwzusters werd overgenomen. In 1710 werd de nieuwe kloosterkerk in gebruik genomen. In 1718 werd een nieuwe leefregel ingevoerd. In 1722 liet Henricus Franciscus de Bounam, deken van het Sint-Servaaskapittel en superior director van het Calvariënbergklooster, de stoffelijke resten van Elisabeth Strouven opgraven en deze onder een fraaie grafzerk bij het altaar in de kloosterkerk herbegraven. Ook verscheen toen een Franstalige biografie van haar leven. In hetzelfde jaar liet De Bounam een huis bouwen ten westen van de nieuwe kapel, het zogenaamde kanunnikenhuis, vanwaar hij het toezicht op het klooster uitoefende. Onder meer door de steun van het rijke Sint-Servaaskapittel beleefde het klooster in de achttiende eeuw een periode van relatieve bloei.
In 1794 werd Maastricht veroverd door de Franse revolutionairen. Kort daarop, in 1796, werden alle kloosters door de Fransen opgeheven, ook Calvariënberg. In januari 1797 moesten de zeventien slotzusters en zeven werkzusters het klooster verlaten, hetgeen ze onder protest deden.

### Moeder-oversten
- 1628 Elisabeth Strouven (†1661)
- 1661 Elisabeth Mechtildis Cappouns (†1683)[8]
- 1723, 1743 Marie Lutgardis van Oestrum; Catharina Corvers / Maria Clara van Sint-Augustinus (ondermoeders)[8][9]
- 1753 Clara Weerts; Maria Rosa Bramers (ondermoeder)[8]
- 1796 M.G. von Aken(?); M.J. van der Horst (ondermoeder)[10]

### Andere bestemmingen
Het klooster kwam in het bezit van de textielfabrikant Rigano, die in de kloostervleugels een katoenfabriek vestigde. Na zijn dood verkocht zijn weduwe de kapel en de voormalige kanunnikenwoning aan de gebroeders Fraiture, die er een fabriek voor straatlantaarns begonnen. In 1819 verwierf het Burgerlijk Armbestuur de kloostervleugels om er een zieken- en gebrekkigenhuis te vestigen. Het kloostergedeelte werd door de architecten Hermans en Soiron verbouwd tot 'Godshuis' voor 200 armlastige ouderen en gehandicapten ("gebrekkigen") en ten zuiden hiervan verrees een ziekenhuis met ruim 100 bedden. De twee delen van het Gasthuis Calvariënberg waren met elkaar verbonden door een provisorische gasthuiskapel (niet de Calvariekapel, die in deze periode nog in gebruik was als fabriekshal).
In 1845 kon ook de voormalige kloosterkapel met twee belendende huizen worden aangekocht. De huizen kregen de bestemming krankzinnigenzorg, waar tot op dat moment geen gemeentelijke voorziening voor bestond. Het kanunnikenhuis werd verbouwd en uitgebreid en langs de kant van de Calvariestraat verrees een hoge muur. Van de uit twee verdiepingen bestaande Calvariekapel werd de bovenverdieping ingericht als nieuwe gasthuiskapel. De benedenverdieping werd de woning van de directeur. In 1858 verhuisde de directeur naar elders, waarna de benedenverdieping van de kapel werd ingericht als werkplaats voor de krankzinnigen. Een jaar eerder was J.R.H. Meuffels aangesteld als eerste rector van Calvariënberg.
Vanaf 1837 werkten de Liefdezusters van de Heilige Carolus Borromeus ("Zusters Onder de Bogen") in Calvariënberg, zowel in het zieken- en gebrekkigenhuis als in het krankzinnigengesticht. Na de bouw van het 'derde Calvariënberg' in de periode 1887-91 verhuisden de zieken naar het nieuwe paviljoenziekenhuis elders op het terrein. Het Gesticht Calvariënberg legde zich daarna vooral toe op de verpleging van psychiatrische en geriatrische patiënten. Van 1902 tot 1907 werd de Calvariekapel gerestaureerd en opnieuw ingericht. De kapel werd intensief gebruikt door de zusters, het overig dienstpersoneel, de ziekenhuispatiënten en – in de woorden van rector J.L. Blonden: "ons dierbaar volkje uit het gebrekkigenhuis". In 1920 werden door hem ruim 72.000 Heilige Communies uitgereikt.
Na de verhuizing in 1950 van het ziekenhuis naar Sint-Annadal, werden de oude gebouwen op de hoek van de Abtstraat en Calvariestraat geleidelijk verlaten. In 1952 verhuisden de psychiatrische patiënten naar het voormalige zusterverblijf van de Zusters Onder de Bogen aan de Abtstraat. Een jaar later werd een afdeling voor psychisch gestoorde bejaarden geopend in het naastgelegen Elisabethtehuis. Volgens plannen van het Burgerlijk Armbestuur zou het krankzinnigengesticht hierna worden gesloopt, waardoor de Calvariekapel weer vrij zou komen te liggen en gerestaureerd zou kunnen worden. Op het slopen van de hoge muur langs de Calvariestraat na (1954), bleven deze plannen onuitgevoerd. In het oude Godshuis kwamen kamers voor echtparen (die echter op gescheiden slaapzalen bleven slapen!). In het kanunnikenhuis werden aanvankelijk dienstbodes gehuisvest, maar na 1964 kwamen hier eveneens kamers voor echtparen.
In 1972 verruilden de psychiatrische patiënten het gesticht Calvariënberg voor de nieuwbouw van het psycho-medisch centrum Vijverdal in Scharn. In hetzelfde jaar vertrokken de laatste bewoners van het Godshuis naar het bejaardencentrum Molenhof in het Jekerkwartier. Het oude klooster en gesticht Calvariënberg raakte daarna steeds verder in verval. De kapel was in deze periode in gebruik als opslagruimte van de verpleegkliniek. De overige gebouwen werden gehuurd door de gemeente Maastricht, die er in 1979 de Gemeentelijke Sociale Dienst in onderbracht. In 1985 en 1987 werden een aantal aanbouwen rondom de Calvariekapel en het kanunnikenhuis gesloopt en een jaar later werd de kapel verbouwd ten behoeve van een uitbreiding van de Sociale Dienst. Na het vertrek van deze dienst omstreeks 2007, werd het gebouwencomplex tijdelijk bewoond door studenten.
In 2021 werden plannen gepresenteerd om in het complex van kapel, kloostervleugels, kanunnikenhuis, ziekenhuisvleugels en administratiegebouw 123 appartementen te realiseren. Ondanks bezwaren van buurtgenoten, die overlast vreesden, werden de plannen in november 2022 door de Gemeente Maastricht goedgekeurd.

## Erfgoed

### Kloostervleugels en uitbreidingen
De kloostergebouwen vormden oorspronkelijk een U-vormig complex, waarvan thans de oostvleugel langs de Abtstraat ontbreekt. De resterende noord- en westvleugels zijn in de loop der jaren diverse malen verbouwd. Op de binnenplaats zijn nog de muurankers te zien, die het jaartal 1671 vormen. Mogelijk is het meest westelijke deel van de noordvleugel ouder. Dit betreft het gedeelte tussen de Calvariekapel en de Calvariestraat, dat oorspronkelijk slechts één verdieping telde en los stond van de kapel (zie Parijse maquette van Maastricht). In de negentiende of twintigste eeuw werd het uitgebreid en verhoogd. Iets ten westen hiervan staat het kanunnikenhuis, dat door de vele verbouwingen nauwelijks als zodanig te herkennen is.
De oostvleugel werd in 1856 gesloopt en vervangen door het nog bestaande neogotische administratiegebouw, ontworpen door Carl Weber. In 1821 verdubbelde het gebouwencomplex min of meer in omvang door de bouw van drie ziekenhuisvleugels, waartussen een nieuwe gestichtskapel verrees. De luidklok uit 1688, die achter de neoclassicistische gevel van deze kapel hing, is in de tweede helft van de twintigste eeuw spoorloos verdwenen.

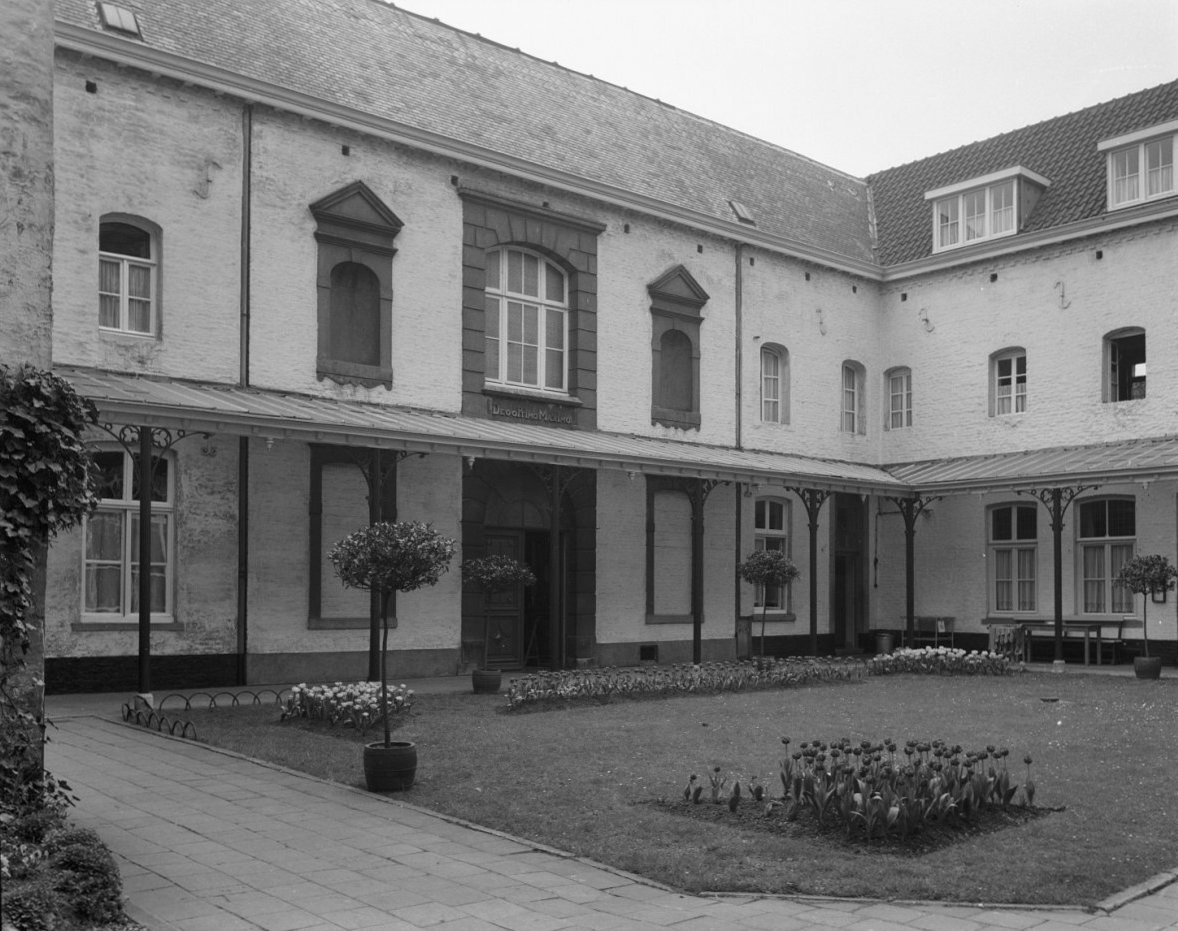
Hofzijde: kloostervleugels
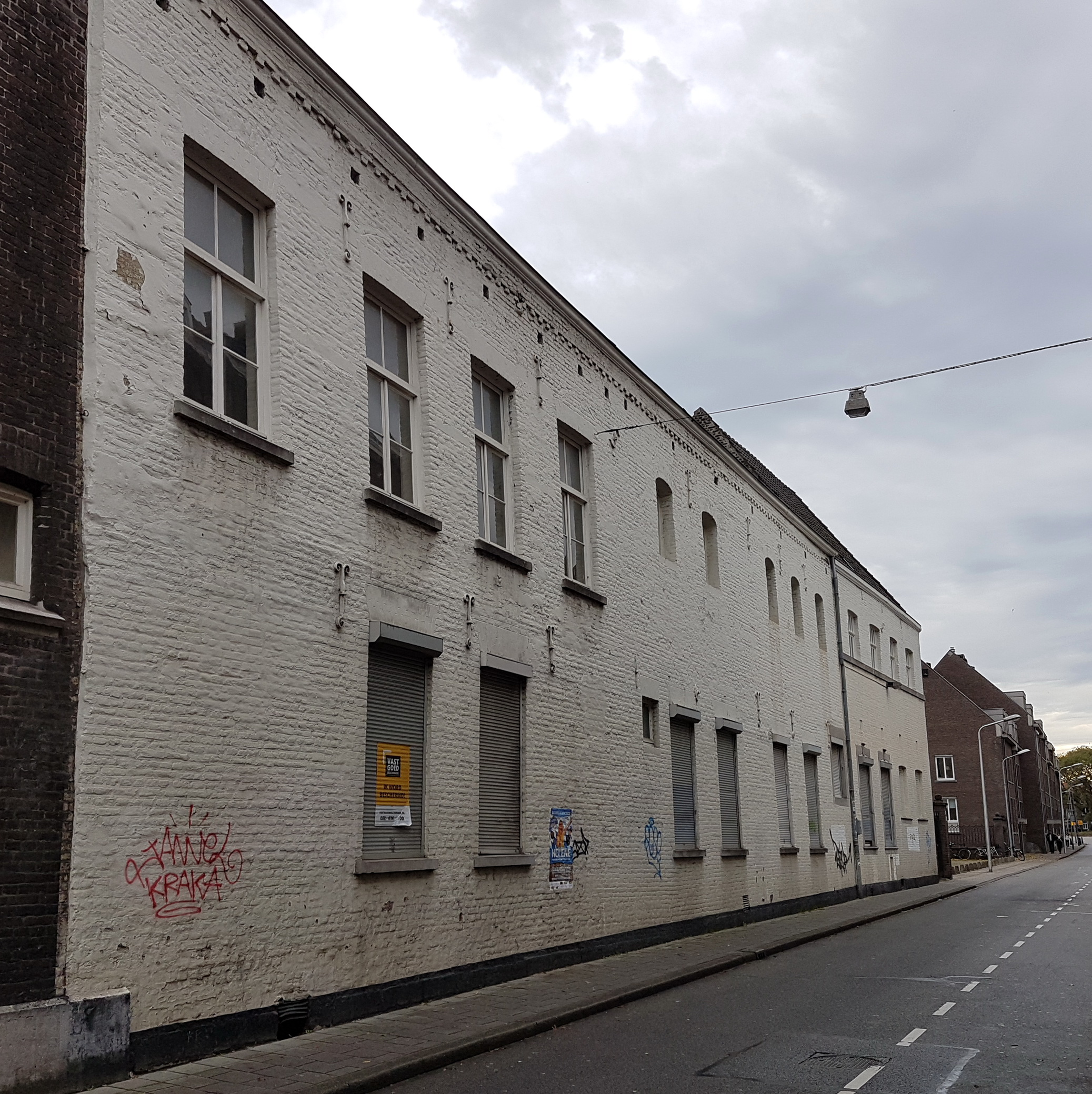
Calvariestraat: noordvleugel
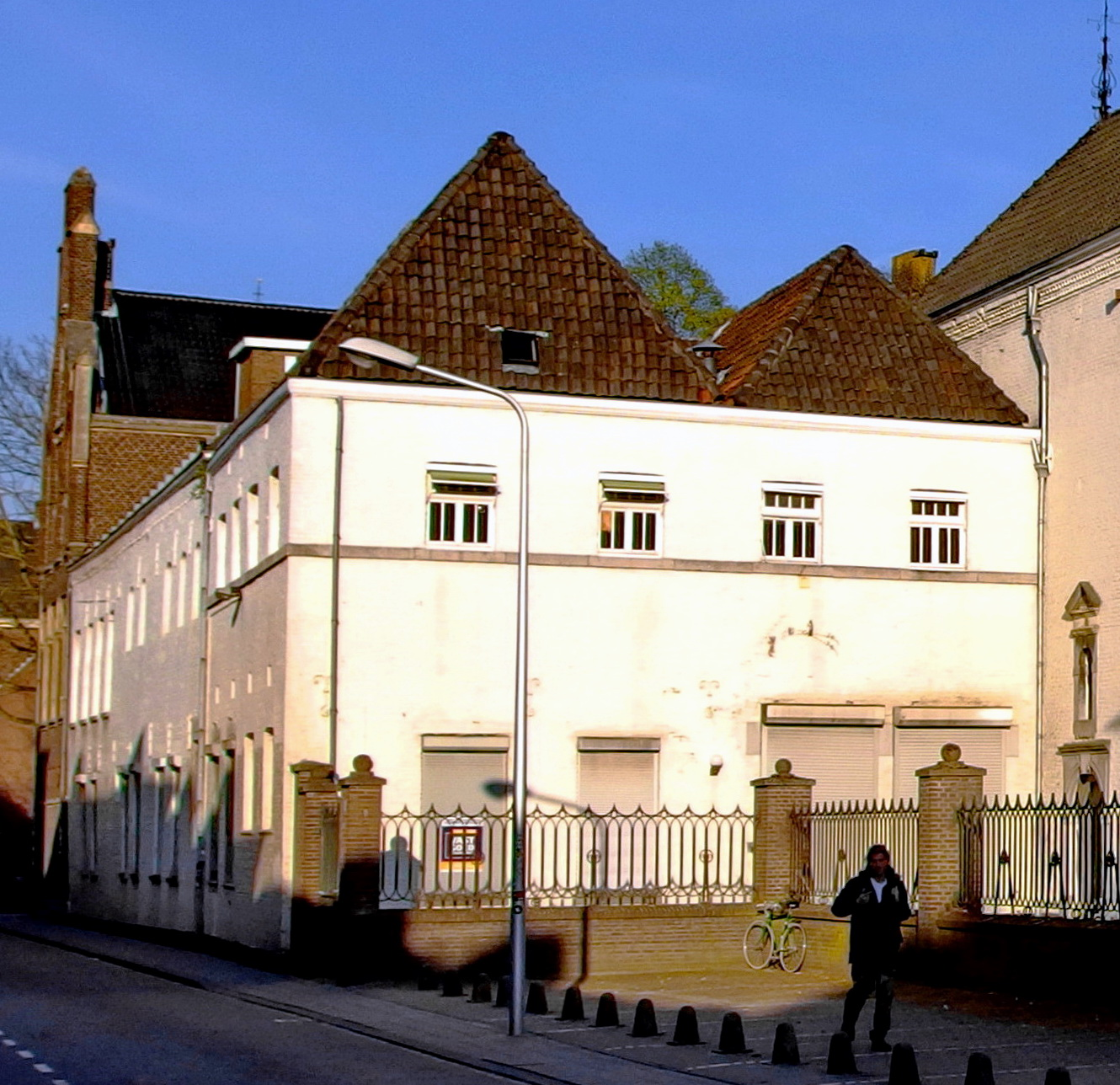
Idem met kopgevel
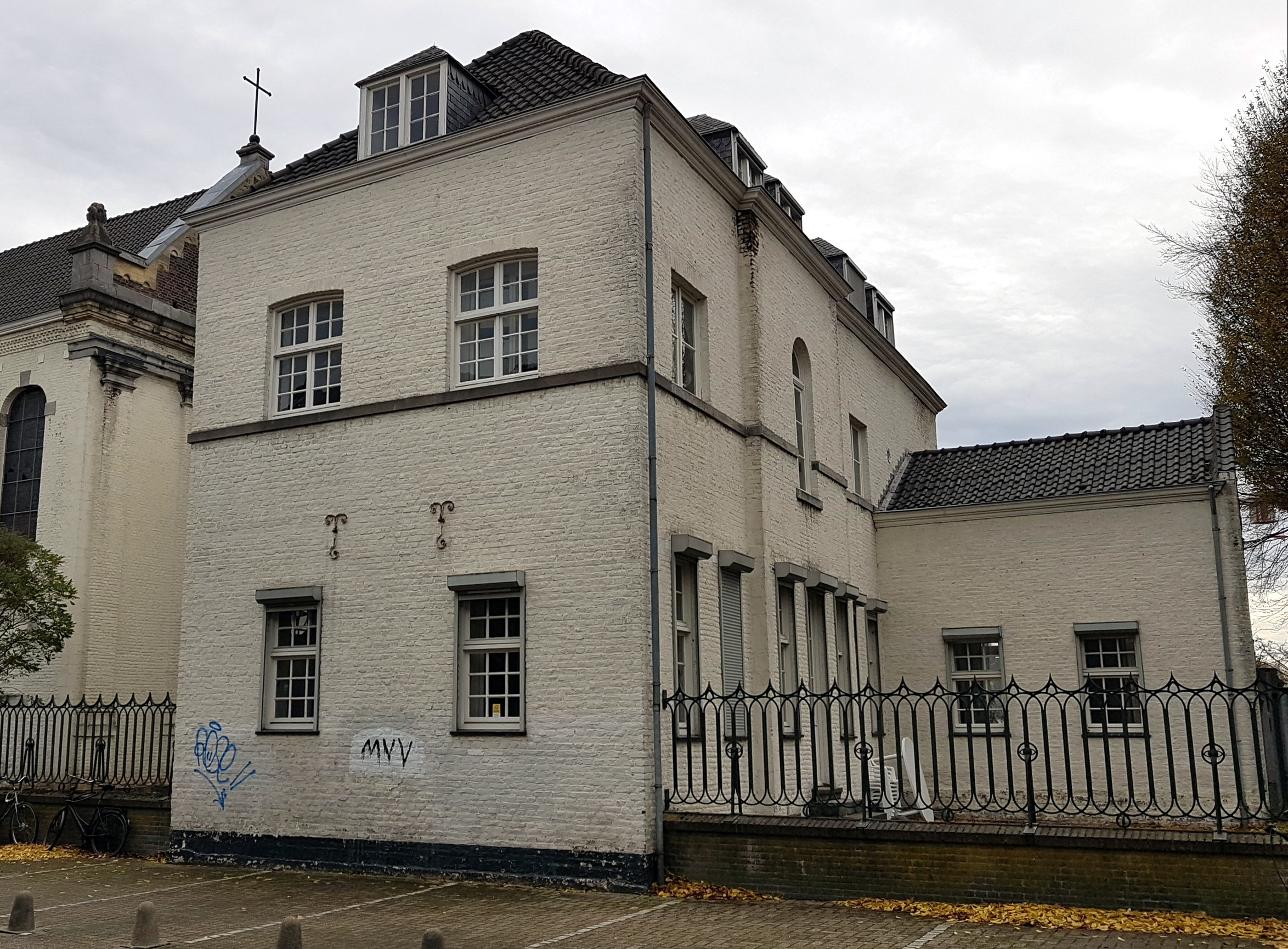
Kanunnikenhuis

### Kloosterkapel, exterieur
De kloosterkapel werd in 1710 gebouwd als dubbelkapel, een eenvoudige bakstenen zaalkerk, zonder dwarsbeuk, zijbeuken of kerktoren. Wel bevond zich op het dak mogelijk een dakruiter, die later is verwijderd. De kapel was oorspronkelijk georiënteerd, een situatie die omstreeks 1845 bij de inrichting van de bovenkapel werd tenietgedaan. In 1902 werd de kapel in oostelijke richting verlengd, waarbij door middel van een doorbraak in de aangrenzende kloostervleugel een ingang aan de hofzijde van het klooster werd gemaakt. De kapel ligt evenwijdig aan de Calvariestraat. In de negentiende eeuw stond hier een hoge muur die het krankzinnigengesticht van de buitenwereld afschermde. In 1954 werd de muur afgebroken en vervangen door een laag muurtje met een smeedijzeren hekwerk, een kopie van de negentiende-eeuwse balustrade van de Sint Servaasbrug, waarvan om de hoek in de Abtstraat nog een origineel fragment te zien is.

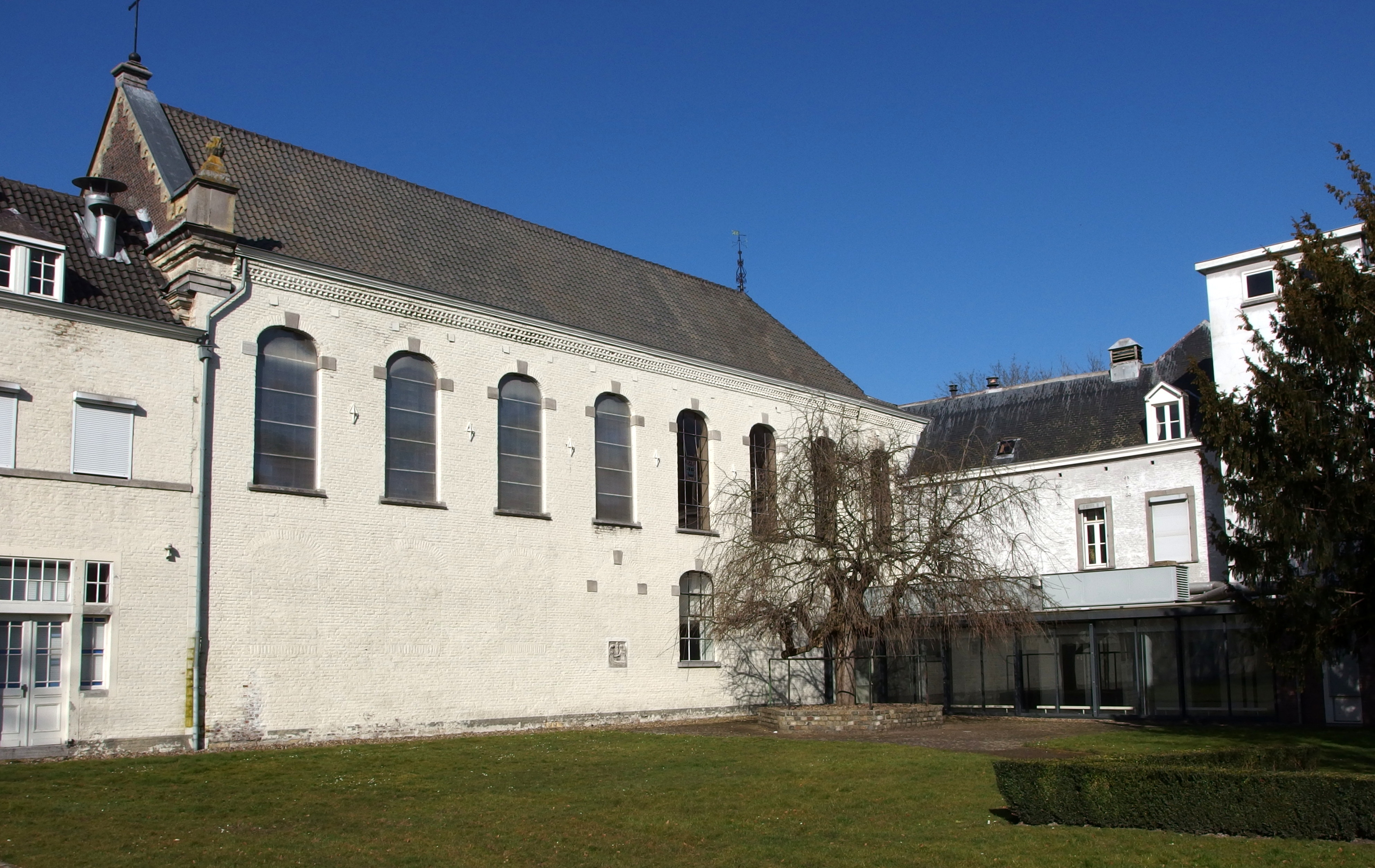
Zicht vanaf het Klevarieterrein op de zuidgevel van de kapel

De neoclassicistische westgevel wordt door een aanbouw van het kanunnikenhuis grotendeels aan het oog onttrokken. De pilastergevel bestond oorspronkelijk uit vier gemetselde pilasters met natuurstenen basementen en kapitelen. In de middentravee bevond zich de hoofdingang, daarboven een rondboogvenster en daarboven een reliëf (tegenwoordig in de noordgevel; zie hieronder). Van de pilastergevel is alleen aan de kant van de Calvariestraat nog een deel te zien. Ook de topgevel met een geprofileerde lijst van Naamse steen en een getrapte rondboogfries van Limburgse mergel is vanaf deze kant goed te zien. De topgevel wordt bekroond door twee stenen ornamenten aan de zijkanten en een kruis op de punt.
De wit gesausde zijgevels zijn eenvoudig vormgegeven met als enige versiering een dubbel muizentandreliëf onder de dakgoot. Omdat het oorspronkelijk een dubbelkapel betrof, had de kapel twee boven elkaar geplaatste rijen vensters, waarvan de hoger geplaatste vensters groter waren. Aan de zuidzijde is de bovenste rij vensters nog geheel aanwezig; aan de noordzijde zijn nooit meer dan drie vensters geweest. De vensters op de begane grond zijn op een na alle blind. Aan de noordzijde bevindt zich een rijk geprofileerde toegangspoort met het jaartal 1660 (verplaatst van elders) en daarboven een hardstenen nis met een fronton, waarin ooit een beeld stond. In een van de blinde vensternissen naast het poortje is een barok reliëf geplaatst dat oorspronkelijk de westelijke topgevel sierde. Het reliëf stelt Maria als Onze-Lieve-Vrouw van Smarten voor, die haar handen toont en wier hart doorboord wordt door een zwaard. Daaronder is een chronogram aangebracht met het jaartal 1710. Daaronder bevindt zich een kleine ruitvormige steen, eveneens met chronogram. Tegen de zuidgevel is een reliëf geplaatst, daterend uit de tijd van het ziekenhuis, voorstellend een kruisbeeld en twee kloosterzusters die een zieke helpen.

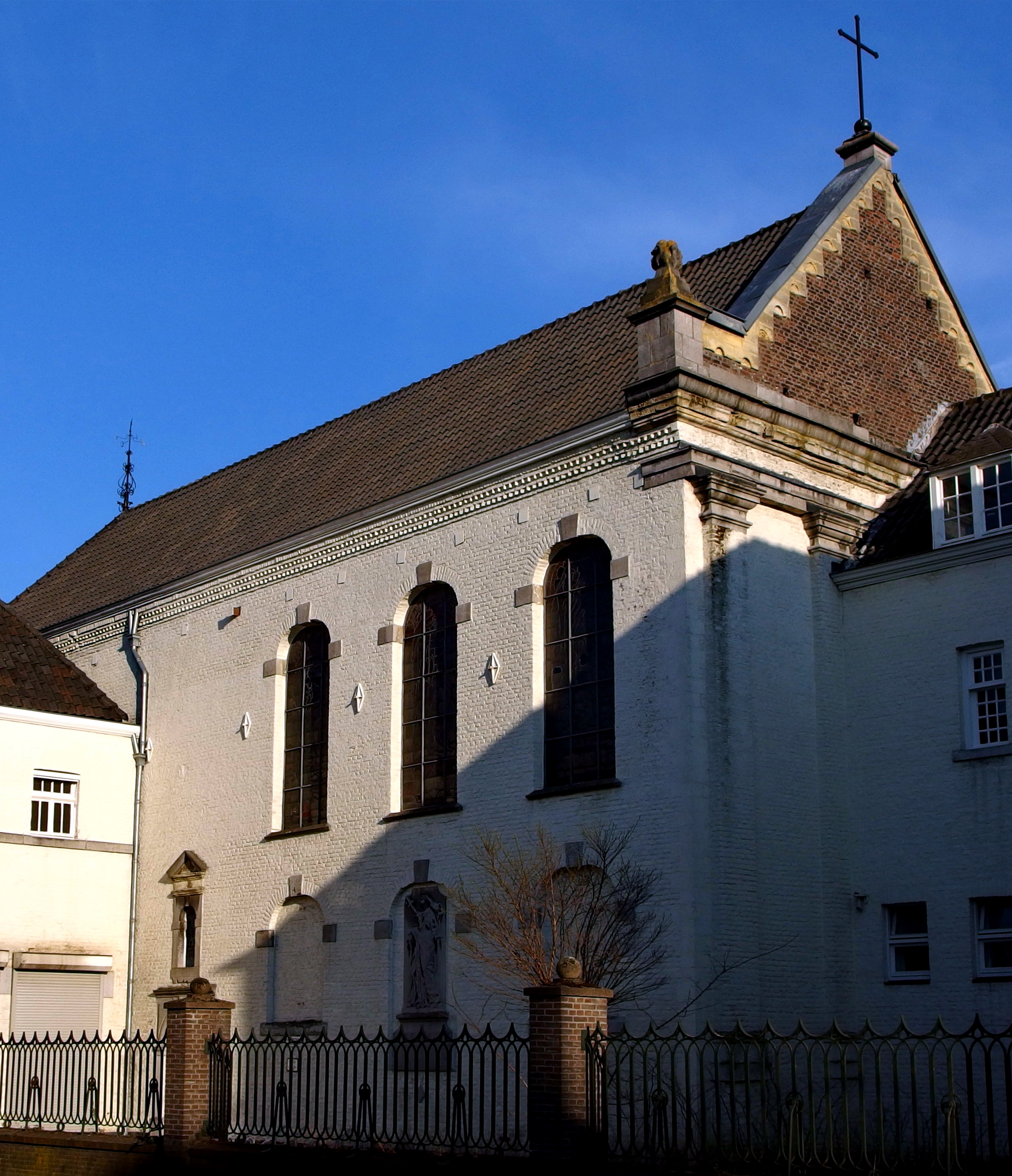
Noord- en westgevel
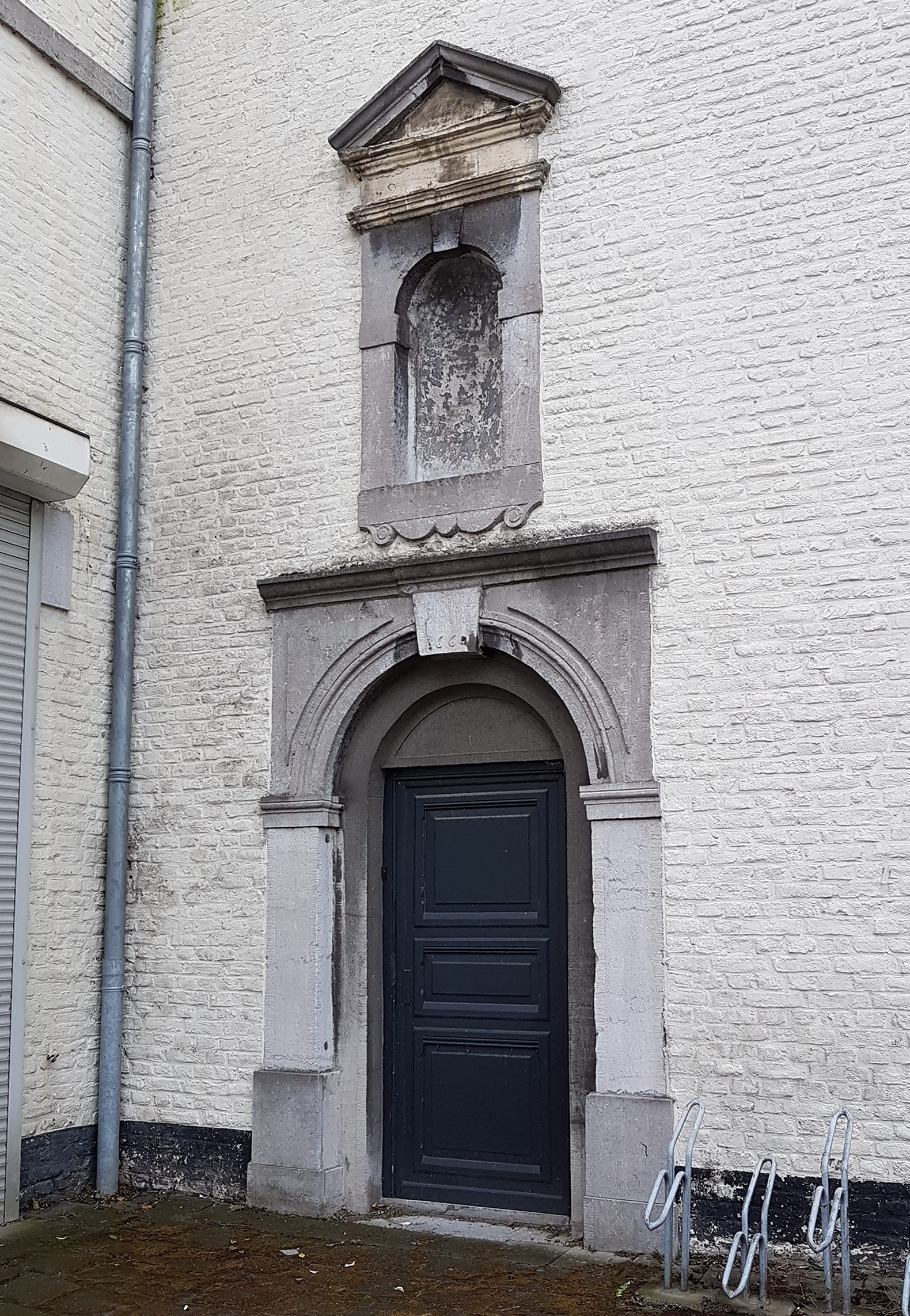
Poortje en nis noordgevel
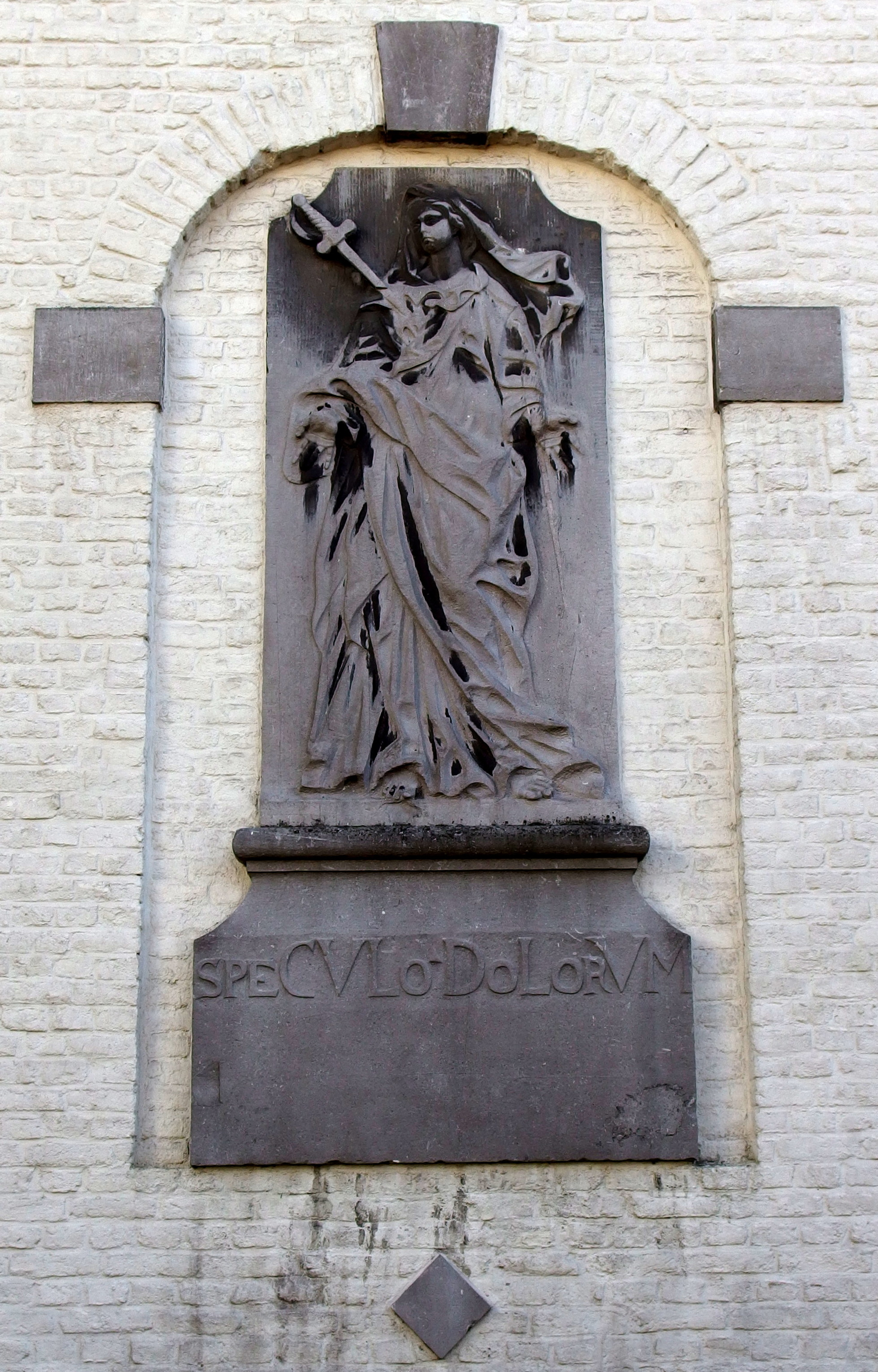
Barok reliëf noordgevel
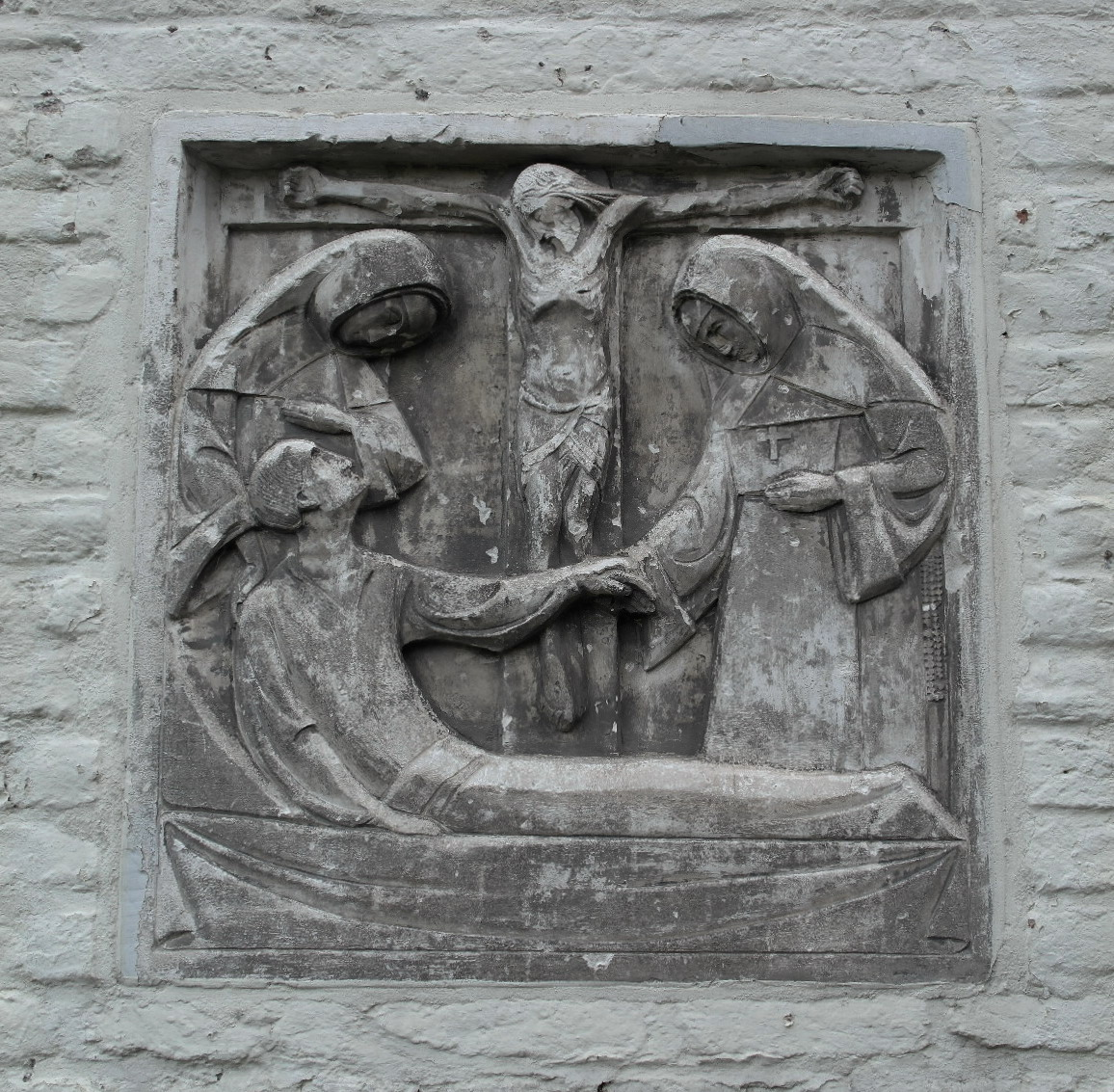
Reliëf zuidgevel

### Kloosterkapel, interieur

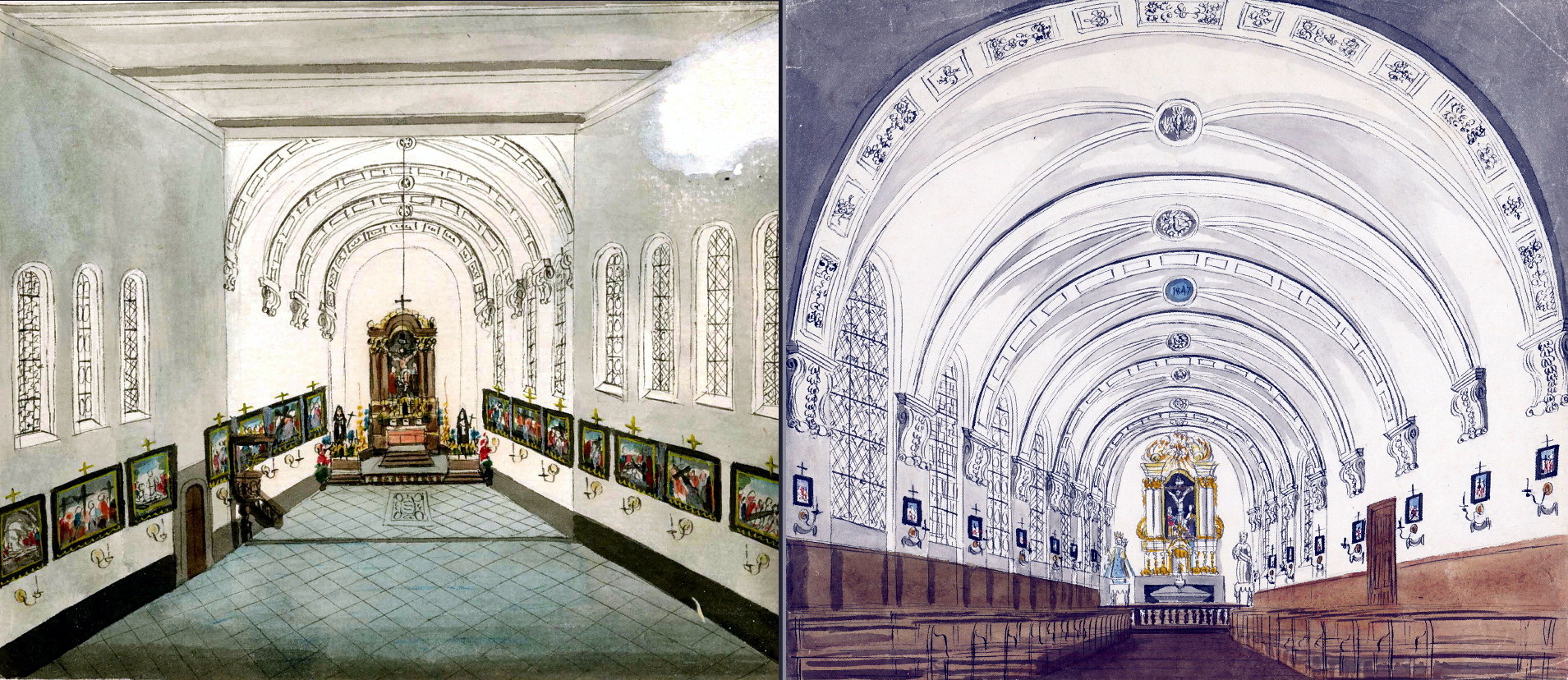
Twee interieurtekeningen van de kapel door Ph. van Gulpen. Links: reconstructie situatie in 1796. Rechts: bovenkapel in 1849

Van het oorspronkelijke, barokke interieur van de kapel is waarschijnlijk niets bewaard gebleven. Een historiserende tekening van Philippe van Gulpen geeft een indruk hoe de kapel er tot 1796 uitzag, met een scheidingsvloer tussen boven- en benedenkapel in het oostelijk deel. Een latere tekening geeft de situatie weer na de verbouwing van 1845, waarbij duidelijk is dat de (boven)kapel toen al niet meer georiënteerd was (vergelijk de positionering van de ramen). In 1902-1905 werd de tussenvloer verwijderd en de gehele kapel als kerkgebouw ingericht, deze keer in neorenaissancestijl. Het koor bleef aan de westzijde gehandhaafd en aan de oostzijde kwam een nieuwe ingang. In 1987 werd de kapel gerestaureerd, waarbij de oorspronkelijke tweedeling van beneden- en bovenkapel werd hersteld. Langs de wanden van het ongedeelde koor werd een gaanderij aangebracht. Vanaf 1988 werd de benedenkapel gebruikt als ontvangstruimte en de bovenkapel als kantine voor gemeentelijke diensten.
De wand- en gewelfschilderingen van Victor Snel dateren uit 1904-05. De drie grotere schilderingen in het koor illustreren het Bijbelvers Mattëus 11:28 ("Komt tot Mij allen die vermoeid en beladen zijt en Ik zal u verkwikken"). De gebrandschilderde ramen van Atelier F. Nicolas en Zonen uit Roermond dateren uit dezelfde periode en zijn in 1966 gerestaureerd. Het orgel van de Brusselse firma Kerckhoff uit 1906 en het kerkmeubilair van Atelier J.W. Ramakers en Zonen uit Geleen raakten verspreid over verschillende Maastrichtse parochies. Wel bewaard is de grafzerk van Elisabeth Strouven, geschonken in 1722 door deken Henricus Franciscus Bounam. Vóór deze zerk zijn de loden kistjes begraven met de overblijfselen van onder anderen Elisabeth Strouven en Elisabeth Dries.

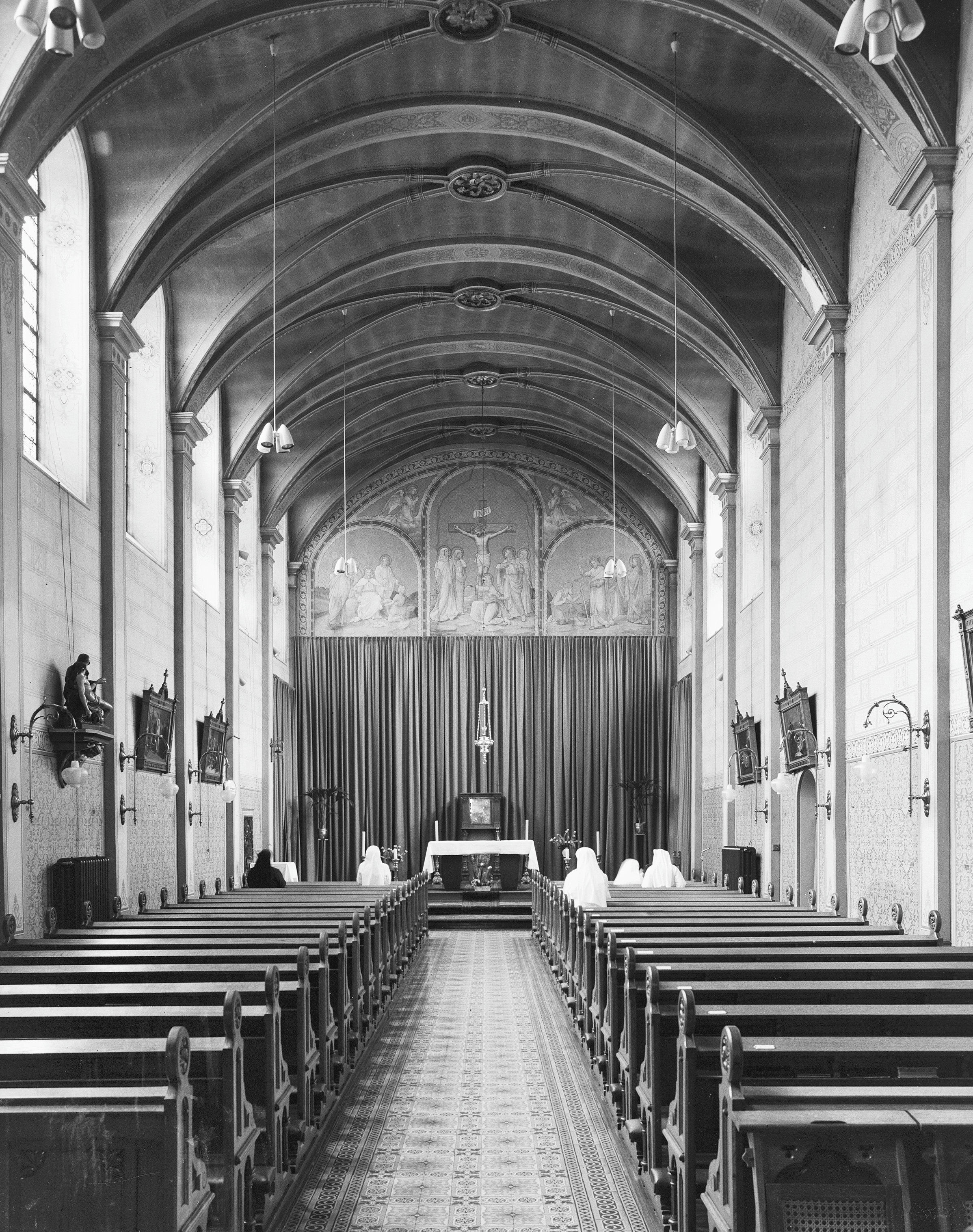
De kapel in 1966
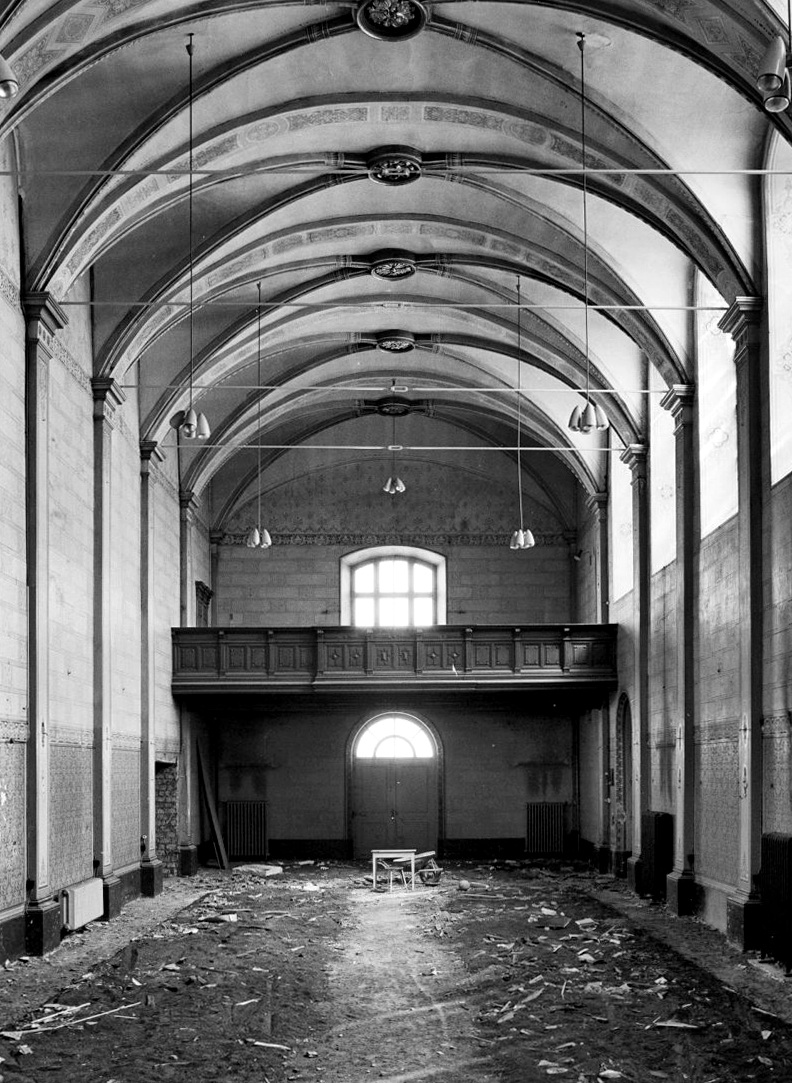
Vóór de verbouwing, 1987
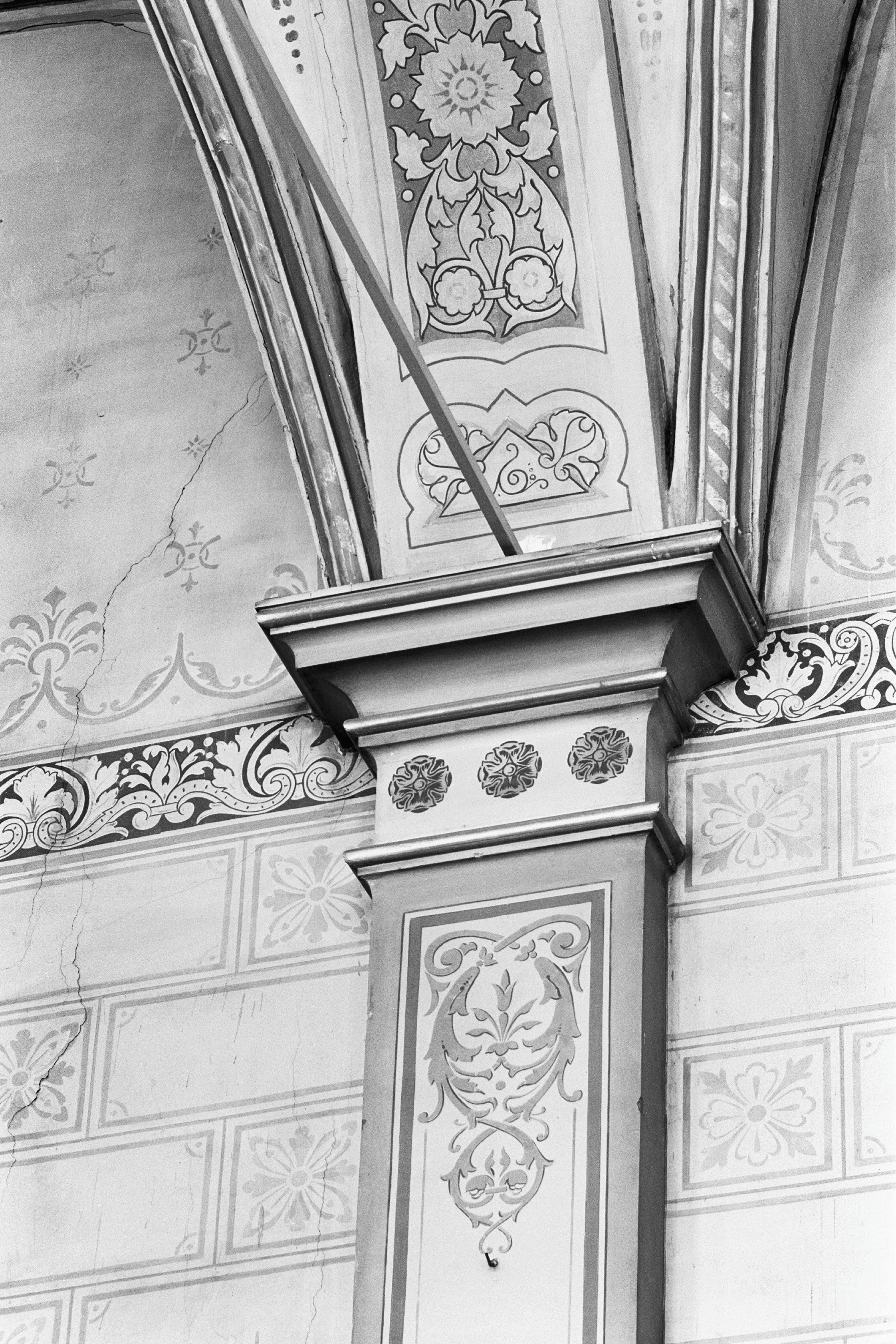
Wand- en gewelfdecoraties
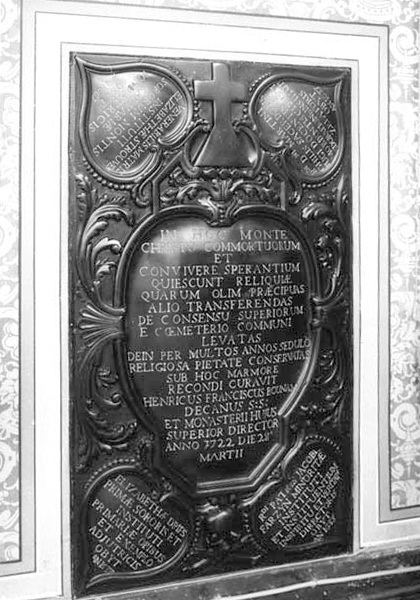
Grafsteen Elisabeth Strouven